# Gjilan
Gjilan (o anche in albanese Gijlanë; in serbo Гњилане?, Gnjilane) è tra le tre città più grandi del Kosovo. Ha circa 90 000 abitanti.

## Geografia antropica

### Suddivisioni amministrative
Il comune si divide nei seguenti villaggi:
Bilinicë, Bresalc, Bukovik, Burincë, Velekincë, Vladovë, Vlashticë, Vrapçiq, Vërnicë, Gadish, Gjilan, Kufcë e Epërme, Sllakoc i Epërm, Livoç i Epërm, Makreshi i Epërm, Gumnishte, Miresh, Budrigë e Poshtme, Sllakoc i Poshtëm, Livoç i Poshtëm, Makreshi i Poshtëm, Dragancës, Dunav, Zhegoc, Vërbicë e Zhegocit, Zhegër, Kokaj, Kishnapol, Kmetoc, Koretishtë, Kravarice, Lipovicë, Llovcë, Goden, Malishevë, Miresh, Muzgovë, Muçibabë, Nasalë, Parallovë, Partesh, Pasjak, Pasjan, Pidiq, Pogragjë, Ponesh, Përlepnica, Capar, Sllubicë, Stanishor, Stanaj, Shtraza, Stublinë, Uglarë, Cërrnicë, Çelik, Shillovë e Shurdhan.

## Società

### Evoluzione demografica
| Composizione etnica |          |   |       |   |        |   |          |   |      |   |         |   |          |   |        |   |        |
| Anno/Etnia          | Albanesi | % | Serbi | % | Turchi | % | Bosniaci | % | Roma | % | Ashkali | % | Egiziani | % | Gorani | % | Totale |
| 2011                | 87 814   |   | 624   |   | 978    |   | 121      |   | 361  |   | 15      |   | 1        |   | 69     |   | 90 178 |

## Sport
È il comune natale sia del calciatore svizzero albanese Xherdan Shaqiri che del calciatore albanese Mirlind Daku.